# پالیوم

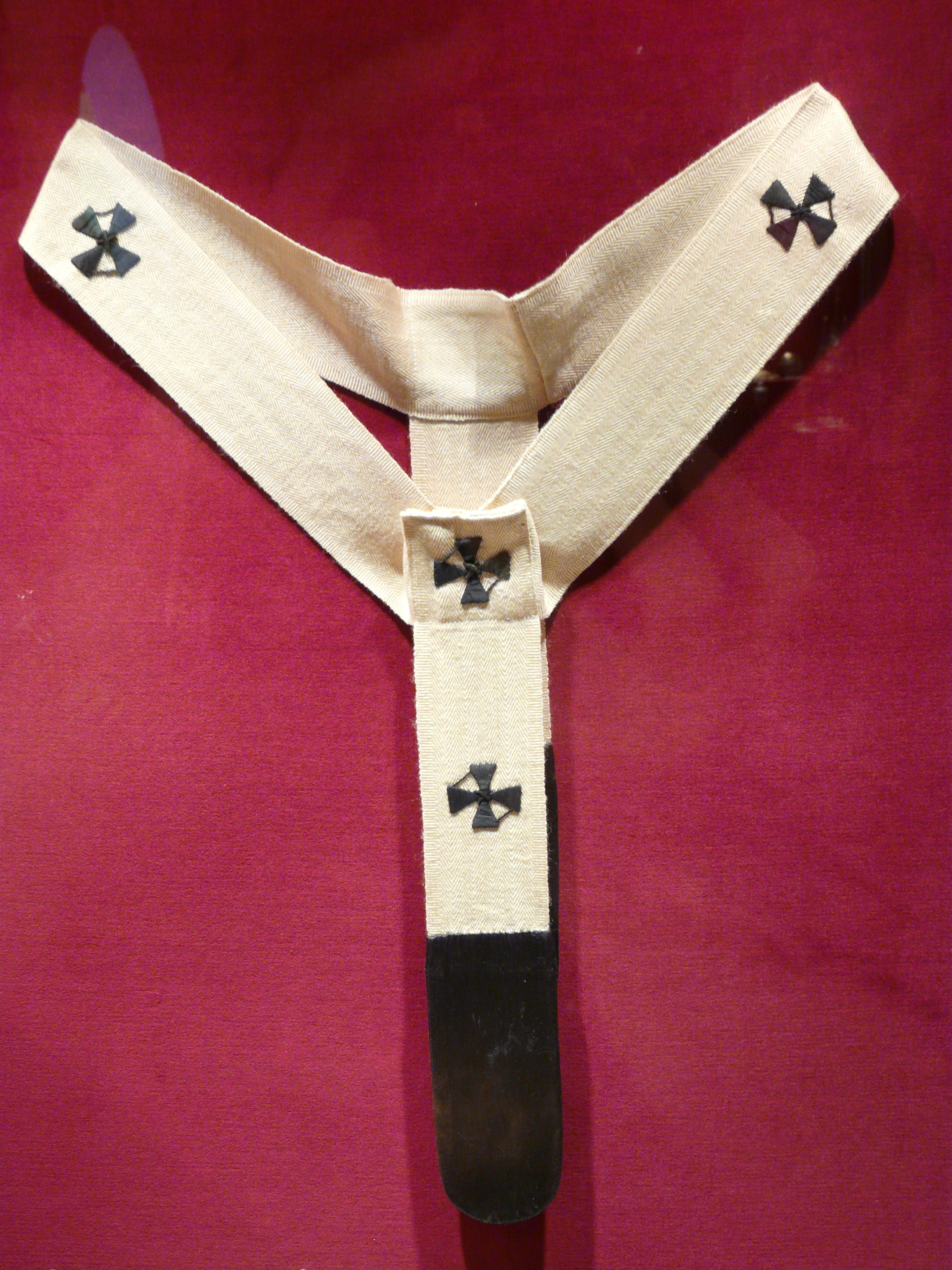
پالیوم پاپ جان بیست و سوم، که طرح فعلی است، در موزه اسقف نشینی گنیزنو به نمایش گذاشته شده است.

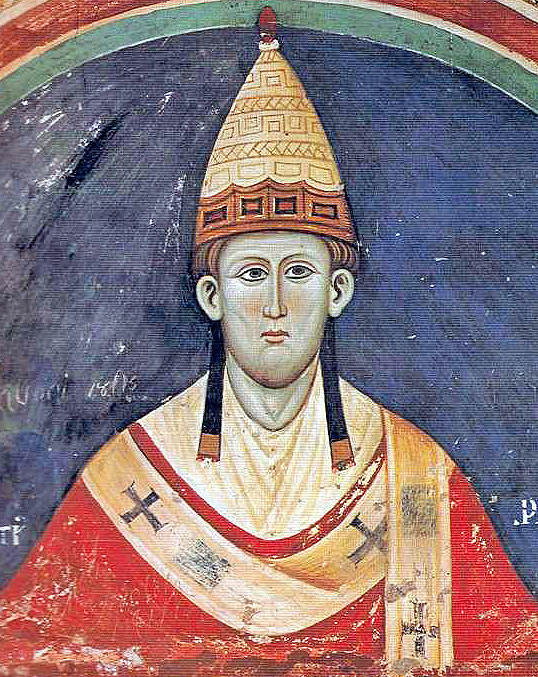
پاپ اینوسنتی سوم با پوشیدن پالیوم دور سینه در نقاشی دیواری در صومعه اسپکوس مقدس به تصویر کشیده شد.

پالیوم (برگرفته از رومی pallium یا palla، یک خرقه پشمی؛ ج. pallia) یک لباس کلیسایی در کلیسای کاتولیک است، که در اصل مختص پاپ بود، اما برای سده‌ها توسط سریر مقدس به مطران‌ها اهدا می‌شد. و پیشواها عنوان نمادی از مقامات قضایی اعطا شده آنها اعطا شد، و هنوز هم یک نشان پاپ باقی مانده است.
در شکل کنونی (غربی) خود، پالیوم یک زینت نواری سفید بلند و «عرض سه انگشت» (باریک) است که از پشم بره‌هایی که توسط راهبان تراپیست پرورش داده شده‌اند، بافته شده است. با حلقه زدن وسط آن به دور گردن، تکیه دادن بر روی کتف و دو لپت وابسته روی شانه با انتهای دم (دوبرابر) در سمت چپ و انتهای جلویی که از پشت عبور می‌کند، پوشانده می‌شود. هنگامی که از جلو یا عقب، پالیوم را مشاهده کنید، یک حرف سبکی 'y' (در تضاد با یک شاسیبل بدون طرح) ظاهر می‌شود. این صلیب با شش صلیب سیاه تزئین شده است، یکی در نزدیکی هر انتها و چهار صلیب دور حلقه گردن. گاهی پالیوم در قسمت جلو، عقب و در شانه چپ با سه میله طلایی (کدر) تزئین می‌شود. دوبرابر شدن و سنجاق زدن روی شانه چپ احتمالاً از پالیوم رومی (روسری ساده) باقی مانده است.
پالیوم و اوموفور از یک لباس سرچشمه می‌گیرند، دومی نسخه بسیار بزرگتر و گسترده‌تری است که اسقف‌های ارتدکس شرقی و کاتولیک شرقی از آیین بیزانس می‌پوشند. یک نظریه منشأ پیدایش را به پارادایم چوپان خوب که بره‌ای را بر دوش می‌گیرد، یک تصویر رایج هنری اولیه مسیحی (اگر نه نماد) مربوط می‌کند. آماده‌سازی آیینی پالیوم و اهدای بعدی آن به پاپ در مراسم تاج‌گذاری نشان از نمادگرایی چوپان دارد. با این حال، این ممکن است یک توضیح پسینی باشد. بره‌هایی که پشم‌هایشان برای پالیا تعیین شده است توسط راهبه‌های صومعه سنت اگنس در خارج از دیوارها به‌طور رسمی در محراب ارائه می‌شوند و در نهایت راهبه‌های بندیکتین سانتا سیسیلیا در Trastevere پشم خود را به صورت پالیا می‌بافند.

## استفاده
در حال حاضر، تنها پاپ، اسقف اعظم کلان‌شهر در اسقف اسقف اعظم خود و پاتریارک مناسک لاتین اورشلیم این لباس را می‌پوشند. بر اساس قانون کانون قانون ۱۹۱۷، یک مطران باید قبل از انجام منصب خود در استان کلیسایی خود، پالیوم را دریافت می‌کرد، حتی اگر قبلاً مطران در جای دیگری بود، اما این محدودیت‌ها در قانون اصلاح شده قانون ۱۹۸۳ وجود نداشت. هیچ اسقف دیگری، حتی اسقف اعظم غیر مطران‌ها یا مطران‌های بازنشسته یا اسقف اعظم مطران فعلی که در هر نوع مراسم عشای ربانی یا مذهبی خارج از حوزه قضایی خود شرکت می‌کنند، مجاز به پوشیدن پالیوم نیستند مگر اینکه مجوز خاصی داشته باشند. یک استثنا صریح برای سناریویی که به ندرت محقق می‌شود وجود دارد که در آن شخصی که هنوز اسقف نشده است به عنوان پاپ انتخاب می‌شود، در این صورت اسقفی که پاپ جدید را منصوب می‌کند در طول مراسم پالیوم می‌پوشد.

## تاریخ

### اصل و نسب
در مورد منشأ پالیوم نظرات مختلفی وجود دارد. برخی آن را به اهدای کنستانتین یکم (یا یکی از جانشینان او) ردیابی می‌کنند. دیگران آن را تقلیدی از اپود عبری، جامه استخوان بازو کاهن اعظم می‌دانند. برخی دیگر اعلام می‌کنند که منشأ آن را می‌توان به ردای سنت پیتر ردیابی کرد، که نمادی از مقام او به عنوان کشیش عالی بود. فرضیه چهارم منشأ خود را در یک مانتو مذهبی می‌یابد که توسط پاپ‌های اولیه استفاده می‌شد، که با گذشت زمان به شکل نوار تا می‌شد. پنجمی می‌گوید که منشأ آن از رسم تا کردن مانتو-پالیوم معمولی، یک لباس بیرونی که در زمان امپراتوری استفاده می‌شد، برمی گردد. یک ششم اعلام می‌کند که به عنوان یک لباس مذهبی پاپی معرفی شده است (که البته در ابتدا یک نوار پارچه باریک نبود، بلکه همان‌طور که از نام آن پیداست، پارچه‌ای پهن، مستطیل و تا شده بود). هیچ شواهد محکمی وجود ندارد که نشان دهد پالیوم به اختفای امپراتور، افود کاهن اعظم یهود، یا مانتو افسانه‌ای سنت پیتر باشد. ممکن است به‌عنوان نشان مذهبی پاپ معرفی شده باشد، یا به تقلید از همتای خود، عارف پاپی، که قبلاً در کلیسای شرقی مرسوم بود، پذیرفته شده باشد. این امر به جانشینان پاپ (مانند اسقف آرل، که نماینده پاپ در مناطق گال بود) و دیگر اسقف‌هایی که پیوندهای انحصاری با سریر حواری داشتند اعطا شد. همچنین در این رتبه مبلغانی با تأیید پاپ برای سازماندهی کلیسا در میان مردمان تازه مسلمان شده فرستاده شدند. سنت آگوستین کانتربری در انگلستان سده هفتم و سنت بونیفاس در آلمان سده هشتم در این دسته قرار می‌گرفتند.

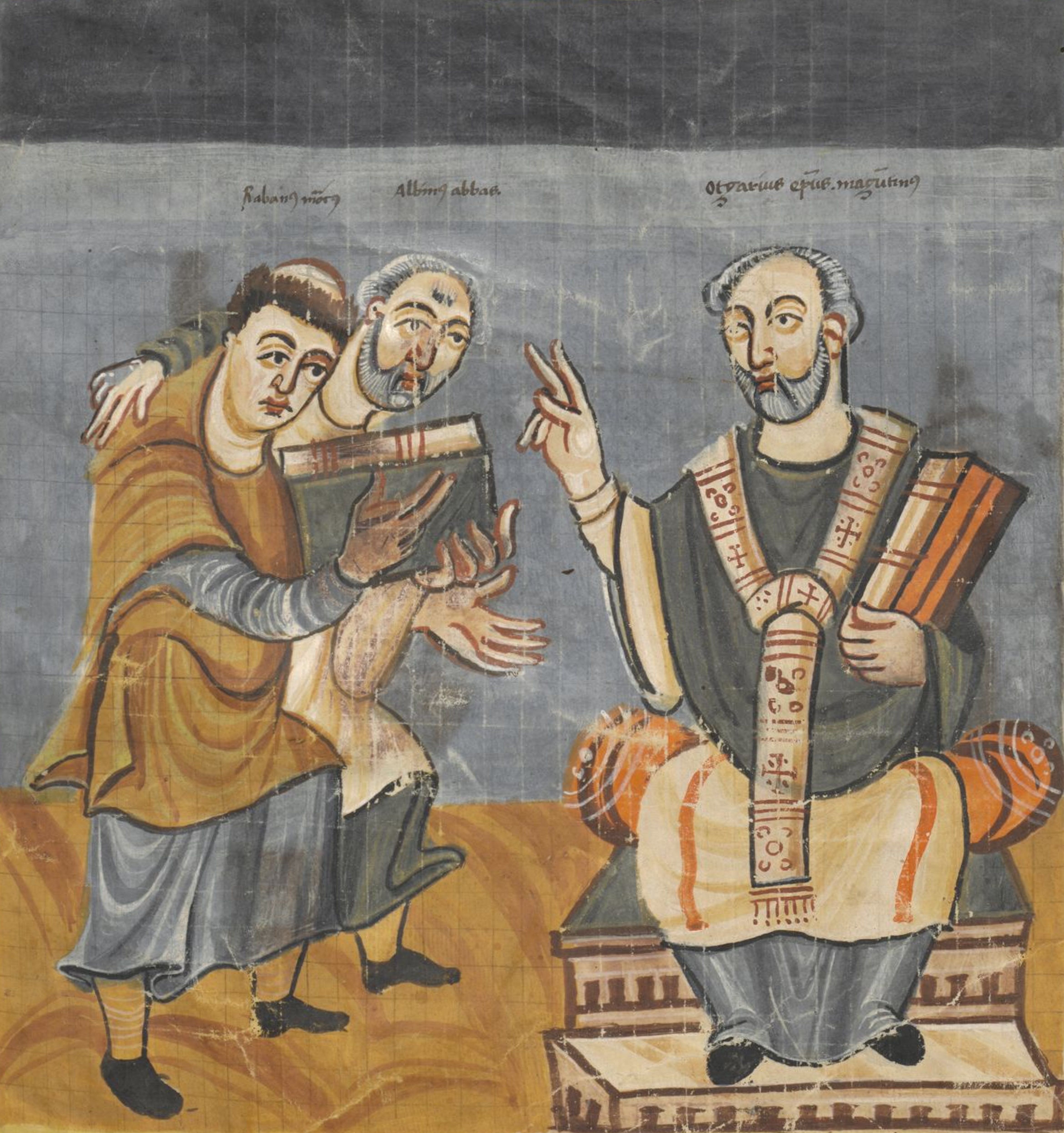
رابانوس مائوروس (چپ)، آلکوئین (وسط) و اسقف اعظم اوتگار ماینز (راست)، با پوشیدن پالیوم. از یک نسخه خطی سده نهم.

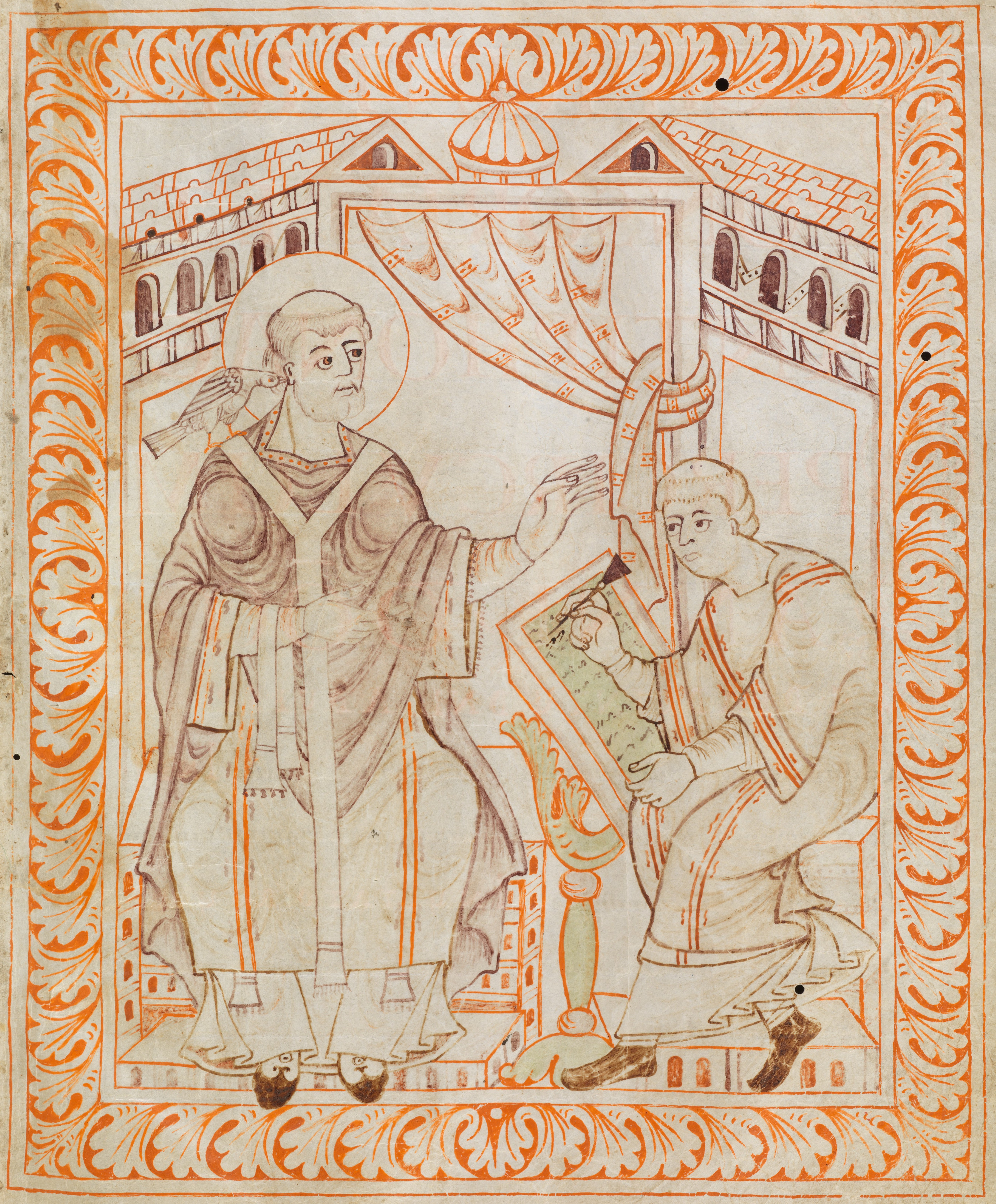
دیکته گریگوری اول، برگرفته از یک نسخه خطی سده دهم (لباس‌ها شامل پالیوم)

### استفاده اولیه
دقیقاً مشخص نیست که پالیوم برای نخستین بار چه زمانی معرفی شد. اگرچه ترتولیان حداکثر تا سال ۲۲۰ پس از میلاد مقاله‌ای با عنوان De Pallio ("دربارهٔ پالیوم") نوشت، طبق گفته Liber Pontificalis، نخستین بار زمانی استفاده شد که پاپ مارک (درگذشت ۳۳۶) حق پوشیدن پالیوم را به اسقف اوستیا اعطا کرد؛ زیرا تقدیس پاپ به او اختصاص داشت. پاپ سیماکوس همین کار را برای سنت سزاریوس از آرل در سال ۵۱۳ انجام داد و در منابع متعدد دیگر در سده ششم، از پالیوم به عنوان یک لباس معمولی دراز یاد شده است. به نظر می‌رسد که پیش از این، پاپ به تنهایی حق مطلق پوشیدن پالیوم را داشت. استفاده از آن توسط دیگران تنها با اجازه پاپ قابل تحمل بود. ارجاعات به پالیوم که به عنوان علامت تمایز به دیگران اعطا می‌شود به سده ششم بازمی‌گردد. این افتخار معمولاً به مطران‌ها اعطا می‌شد، به ویژه آنهایی که توسط پاپ به عنوان جانشین معرفی می‌شدند، اما گاهی به اسقف‌های ساده اعطا می‌شد (مانند سیاگریوس از اوتون، دونوس از مسینا، و جان سیراکوز توسط پاپ گریگوری یکم).
استفاده از پالیوم در میان مطران‌ها تا سده هشتم عمومیت پیدا نکرد، زمانی که مجمعی که توسط سنت بونیفاس تشکیل شد، بر عهده مطران‌های غربی این بود که پالیوم خود را فقط از پاپ در رم دریافت کنند. این امر با سفر به آنجا یا با ارسال دادخواست برای پالیوم همراه با یک اظهار اعتقادی رسمی انجام می‌شد و همهٔ تقدیس‌ها قبل از پذیرایی از پالیوم ممنوع بود. سوگند وفاداری که دریافت کننده پالیوم امروزه می‌گیرد، ظاهراً در سده یازدهم، در زمان سلطنت پاسکال دوم (۱۰۹۹–۱۱۱۸)، سرچشمه گرفت و جایگزین مسلک ایمان شد.
اعطای پالیوم در سده‌های میانی بحث‌برانگیز شد، زیرا پاپ‌ها از دریافت کنندگان آن مبلغی دریافت کردند، صدها میلیون فلورین طلا برای پاپ به دست آوردند و جایزه پالیوم را بدنام کردند. مسلم است که در اوایل سده ششم باج برای پذیرایی از پالیوم پرداخت شده است. این مورد توسط پاپ گرگوری اول در مجمع عمومی روم در سال ۵۹۵ لغو شد، اما بعداً به عنوان نگهداری جزئی از مقر مقدس مجدداً معرفی شد.  این روند توسط شورای بازل در سال ۱۴۳۲ محکوم شد و از آن به عنوان «ربوی‌ترین تدبیری که تا به حال توسط پاپ اختراع شده است» یاد کرد.

### استفاده مدرن

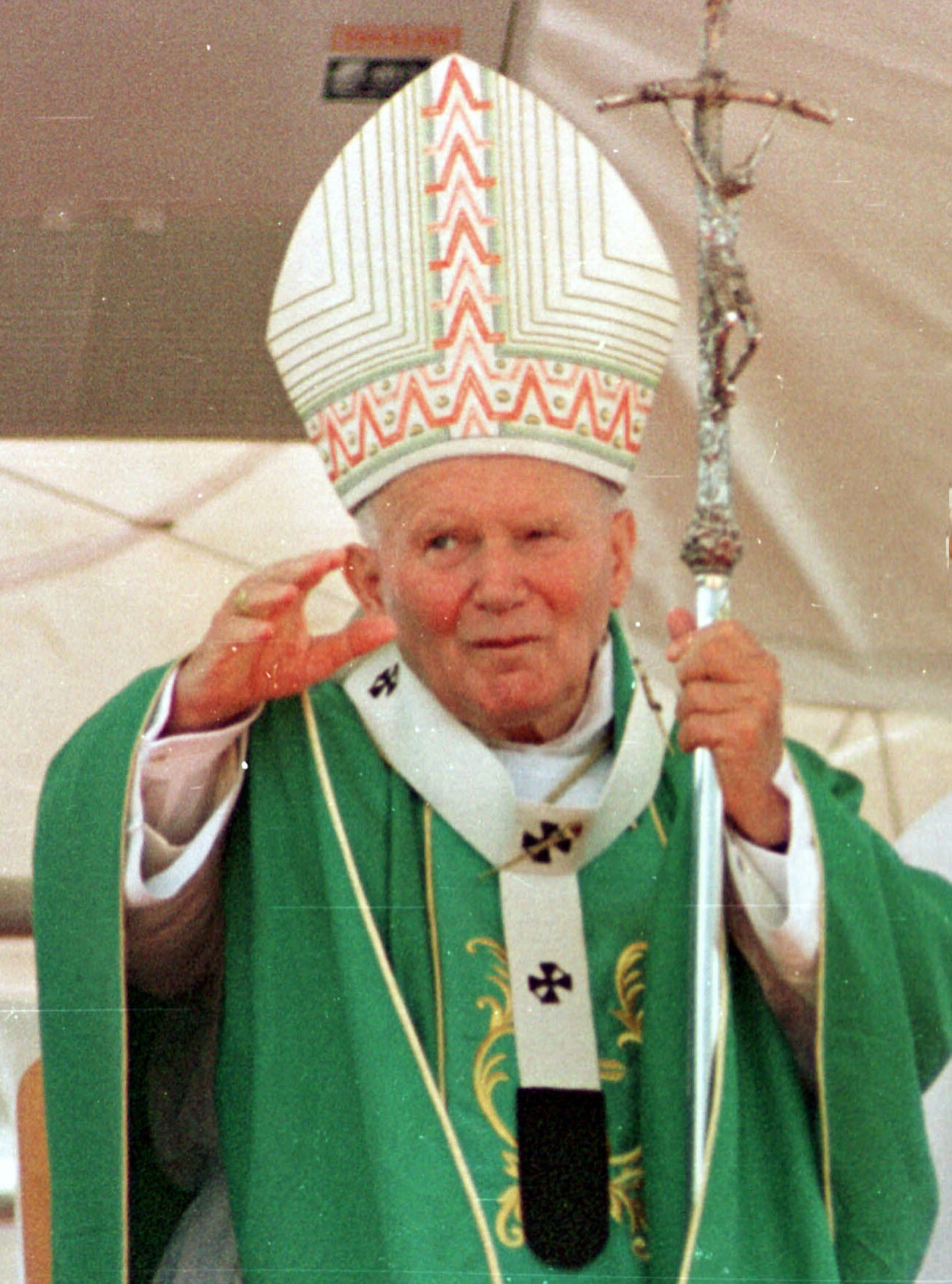
پاپ ژان پل دوم در پالیوم پوشیده شد.

استفاده از پالیوم به پاپ و اسقف اعظم که متروپلیت هستند محفوظ است، اما اسقف اعظم ممکن است تا زمانی که توسط پاپ به آنها اعطا نشود، از آن استفاده نکنند، معمولاً در جشن جشن مقدس پطرس و پل در ژوئن. پاپ فرانسیس آیین اعطای پالیوم را در ژانویه ۲۰۱۵ اصلاح کرد: پالیا در جشن مقدس پطرس و پل در کلیسای سنت پیترو متبرک خواهد شد. اسقف اعظم مطران‌ها، با این حال، آن پالی‌ها را در مراسمی جداگانه در داخل اسقف‌های محلی خود از دست نونسیو حواری (که نماینده شخصی پاپ در کشورهای مربوطه است) دریافت خواهند کرد. این جایزه همچنین به پدرسالار آیین لاتین اورشلیم اعطا می‌شود. سنت‌های قبلی که به برخی دیگر از اسقف‌ها اجازه استفاده از پالیوم را می‌داد، توسط پاپ پل ششم در یک موتو پروپریو در سال ۱۹۷۸ پایان یافت. یک اسقف اعظم شهری ممکن است هر زمان که مراسم عشای ربانی برگزار می‌کند، پالیوم خود را به عنوان نشانه‌ای از صلاحیت خود نه تنها در اسقف اعظم خود بلکه در هر نقطه‌ای از استان کلیسایی خود بپوشد.

## اهمیت
در اوایل قرن ششم، پالیوم به عنوان یک لباس مذهبی در نظر گرفته می‌شد که فقط در هنگام عشای ربانی مورد استفاده قرار می‌گرفت، مگر اینکه امتیاز خاصی به‌طور دیگری تعیین شود، همان‌طور که مکاتبات بین پاپ گرگوری اول و جان راونا نشان می‌دهد.  قواعد تنظیم کننده استفاده اصلی از پالیوم را نمی‌توان با قطعیت تعیین کرد، اما به نظر می‌رسد استفاده از آن، حتی قبل از قرن ششم، یک ویژگی مذهبی معین داشته است. از زمان‌های اولیه، محدودیت‌های کم و بیش گسترده، استفاده از پالیوم را به روزهای خاصی محدود می‌کرد. استفاده بی‌رویه از آن، که توسط لئون چهارم (۸۵۱) به هینکمار ریمز و توسط آگاپتوس دوم (۹۵۴) به برونو از کلن مجاز شد، برخلاف عرف عمومی بود. در سده‌های ۱۰ و ۱۱، درست مانند امروز، قاعده کلی این بود که استفاده از پالیوم را به چند جشن و برخی مناسبت‌های خارق‌العاده دیگر محدود می‌کردند. شخصیت نمادینی که اکنون به پالیوم متصل شده است به قرن هشتم بازمی‌گردد، زمانی که همه متروپل‌ها موظف شدند از سریر مقدس درخواست مجوز برای استفاده از آن کنند. تکامل این شخصیت در اواخر قرن یازدهم کامل شد. از این پس پالیوم همیشه در گاوهای پاپ به عنوان نماد plenitudo pontificalis officii ("کمبود منصب پاپی") مشخص می‌شود. در قرن ششم پالیوم نماد منصب پاپ و قدرت پاپ بود و به همین دلیل پاپ فلیکس پالیوم خود را به شماس بزرگ خود منتقل کرد، زمانی که برخلاف عرف او را جانشین خود معرفی کرد. از سوی دیگر، هنگامی که توسط مطران‌ها استفاده می‌شد، پالیوم در اصل به معنای اتحاد با کلیسای حواری بود و زینتی بود که نماد فضیلت و رتبه صاحب آن بود.